# Diolcogaster anomus
Diolcogaster anomus är en stekelart som först beskrevs av Henry Lorenz Viereck 1913.  Diolcogaster anomus ingår i släktet Diolcogaster och familjen bracksteklar. Inga underarter finns listade i Catalogue of Life.